# Kuivasaari
Kuivasaari es una isla finlandesa en el Golfo de Finlandia, cerca de Helsinki. La isla obtiene su nombre de "isla seca" del hecho de que no hay agua dulce en la isla, y el agua presente se bombea desde la cercana isla de Isosaari.
La isla entera es una instalación militar y el acceso de la población civil está muy restringido. Una serie de piezas de artillería costeras se instalaron allí, entre ellas algunas excepcionalmente fuertes. La isla sirvió como un fuerte de artillería costera importante para proteger la entrada al puerto de Helsinki durante las 2 guerras mundiales.